# Indianapolis FedEx-Amoklauf
Beim Indianapolis FedEx-Amoklauf vom 15. April 2021 kamen neun Menschen ums Leben. Der Amoklauf ereignete sich auf einem Betriebsgelände von FedEx in Indianapolis, als der 19-jährige Täter das Feuer eröffnete und wahllos auf die Mitarbeiter schoss. Der Amoklauf endete noch vor Eintreffen der Polizeikräfte mit einem erweiterten Suizid.

## Ablauf
Der maskierte und mit einem Gewehr bewaffnete Täter eröffnete noch auf dem Parkplatz vor dem FedEx-Gebäude, das nahe dem Flughafen von Indianapolis liegt, gegen 11 Uhr morgens wahllos das Feuer, während er unverständlich schrie. Danach betrat er das Verteilzentrum, in dem sich zu dieser Zeit wegen des Schichtwechsels mehr als 100 Personen aufhielten, und setzte den Amoklauf dort fort. Insgesamt tötete er acht Personen und verwundete sieben schwer. Unter den Opfern befanden sich mindestens vier Sikhs. Noch vor Eintreffen der Polizei richtete er sich selbst. Der gesamte Amoklauf dauerte nur wenige Minuten.
In Indianapolis war es im Jahr 2021 bereits das dritte Verbrechen mit Schusswaffen, das mehrere Todesopfer forderte. Landesweit stellte das Ereignis nach dem Amoklauf in Boulder und dem in Atlanta bereits den dritten Vorfall dieser Art innerhalb von wenigen Wochen dar.

## Täter
Bei dem 19-jährigen Täter handelte es sich um einen früheren Mitarbeiter, der bis zum Herbst 2020 in dem Verteilzentrum gearbeitet hatte. Er hatte bereits zuvor die Aufmerksamkeit der Justizbehörden erregt, als die Mutter sie im März 2020 über Verhaltensauffälligkeiten bei ihrem Sohn informiert hatte. Dieser habe laut ihr davon gesprochen, seinen Selbstmord durch einen Polizisten zu provozieren. Der Täter wurde in der Folge von FBI-Agenten befragt und seine Schusswaffe beschlagnahmt.

## Reaktionen
Präsident Joe Biden bezeichnete in einer Pressekonferenz am Folgetag die wiederholten Amokläufe als eine nationale Schande und bekräftigte seine Unterstützung für ein Verkaufsverbot von Sturmgewehren. Er wies in diesem Zusammenhang darauf hin, dass tagtäglich Amerikaner bei Gewalttaten in Verbindung mit Schusswaffen ums Leben kämen. Ähnlich äußerte sich auch der Bürgermeister von Indianapolis, Joe Hogsett.